# Moliets-et-Maa
Moliets-et-Maa è un comune francese di 904 abitanti situato nel dipartimento delle Landes nella regione della Nuova Aquitania.

## Società

### Evoluzione demografica
Abitanti censiti